# Championnat de Belgique féminin de football 1990-1991
 (novembre 2024).
Si vous disposez d'ouvrages ou d'articles de référence ou si vous connaissez des sites web de qualité traitant du thème abordé ici, merci de compléter l'article en donnant les références utiles à sa vérifiabilité et en les liant à la section « Notes et références ».
Navigation
Saison précédente Saison suivante
Le championnat de Belgique féminin de football 1990-1991 est la 20e édition du championnat de première division belge de football féminin. Il se dispute lors de la saison 1990-1991.
Ce championnat est disputé par quatorze équipes. Il est remporté par le Standard Fémina de Liège dont c'est le 10e titre et le 2e consécutif.

## Classement
| Rang | Équipe                      | Pts | J  | G  | N | P  | Bp | Bc | Diff |
| ---- | --------------------------- | --- | -- | -- | - | -- | -- | -- | ---- |
| 1    | Standard Fémina de Liège    | 46  | 26 | 22 | 2 | 2  | 98 | 15 | +83  |
| 2    | Herk Sport                  | 40  | 26 | 17 | 6 | 3  | 68 | 14 | +54  |
| 3    | DVC Kuurne                  | 38  | 26 | 16 | 6 | 4  | 63 | 28 | +35  |
| 4    | Brussel Dames 71            | 36  | 26 | 16 | 4 | 6  | 61 | 19 | +42  |
| 5    | RWD Herentals               | 36  | 26 | 16 | 4 | 6  | 48 | 20 | +28  |
| 6    | KSV Cercle Bruges           | 28  | 26 | 11 | 6 | 9  | 32 | 40 | -8   |
| 7    | Astrio Begijnendijk         | 26  | 26 | 11 | 4 | 11 | 40 | 49 | -9   |
| 8    | Kamillekes Alost            | 24  | 26 | 9  | 6 | 11 | 34 | 43 | -9   |
| 9    | Eva's Kumtich               | 24  | 26 | 9  | 6 | 11 | 32 | 44 | -12  |
| 10   | Elen Standard               | 17  | 26 | 6  | 5 | 15 | 38 | 61 | -23  |
| 11   | DV Borgloon                 | 16  | 26 | 4  | 8 | 14 | 19 | 52 | -33  |
| 12   | Royale Union Saint-Gilloise | 14  | 26 | 3  | 8 | 15 | 28 | 55 | -27  |
| 13   | DVK Gand                    | 10  | 26 | 2  | 6 | 18 | 19 | 69 | -50  |
| 14   | VVDG Lommel                 | 9   | 26 | 3  | 3 | 20 | 19 | 85 | -66  |